# Вмираюче світло
«Вмираюче світло» (англ. Dying of the Light) — американський психологічний трилер 2014 року, сценариста та режисер Пола Шредера з Ніколасом Кейджем, Антоном Єльчіним й Ірен Жакоб у головних ролях. Фільм розповідає про урядового агента, який повинен розшукувати та вбити терориста, перш ніж він повністю втратить пам'ять через деменцію. Компанія Lionsgate випустила стрічку у кінотеатрах та у форматі VOD 5 грудня 2014 року. Фільм отримав вкрай негативні відгуки, також виникли суперечки навколо стороннього втручання та нового монтажу відзнятого матеріалу, які відкинули привілей Шредера на остаточну версію, що змусило його та головних акторів відмовитись від випущеної версії, а також запустити кампанію проти нього.

## Сюжет
Еван Лейк (Ніколас Кейдж) — заслужений ветеран ЦРУ, володар «Розвідувальної зірки», призначений на роботу в Ленглі зі своїм протеже та близьким другом Мілтоном «Мілтом» Шульцем (Антон Єльчін). Двадцять два роки тому під час операції в Африці Лейка захопив терорист Мухаммед Банір (Александр Карім) і піддав тортурам, кілька разів вдаривши по голові та понівечивши вухо. Під час евакуації та подальшого вибуху бандит зник безвісти та вважався загиблим, хоча Лейк ніколи в це не вірив і відтоді наполегливо намагався знайти Баніра. У результаті травми, яку він зазнав, у Лейка виникла лобово-скронева деменція на ранній стадії, і тепер його начальник вважає його тягарем.
У Бухаресті поліцейські стежать за громадянином Кенії Абді, який володіє секретним USB-накопичувачем. Під час автомобільної гонитви кур'єр з'їжджає з мосту в річку. Службі розвідки Румунії вдається знайти флешку, проте дані пошкоджені, тому вони надсилають її до ЦРУ. Мілт знаходить збіг у експериментальному препараті, який лікує таласемію, та інформацією на флешці. Препарати призначені для анонімного кенійського клієнта та надходять із клініки Бухарестського університету, яким керує професор Юліус Корнелл. Оскільки таласемія є спадковою хворобою, Мілт робить висновок, що Банір замовляє постачу препарату через посередника, Вангарі. Він розповідає це Лейку, який просить переслідувати Баніра. Однак вони не вірять, що він живий, тому відмовляють. Під час обшуку Лейк вибухає від гніву та подає одразу у відставку. У Кенії Банір відправляє свою людину, Аасіма, до Бухареста, щоб з'ясувати, чому Абді не доставив ліки.
Лейк розповідає Мілту про погіршення стану, тому Мілт їде з ним до Румунії. У Бухаресті чоловіки зустрічають Мішель Зуберейн (Ірен Жакоб), колишню журналістку, можливого агента та колишню коханку Евана, яка має інформацію про Корнелла, який дістає препарат Баніру. Трійця зустрічається з професором, змушуючи його визнати свою роль у справі та розповісти, що Банір змушує його їхати в Кенію. Їх бачить Аасім. Наступного дня вони повертаються, щоб простежити за тим з ким зустрінеться професор. Але Аасім помічає їх та тікає. Лейк забирає у професора гроші, ліки та паспорт для того, щоб видати себе за нього в Кенії, у цей час Мілт наздоганяє Аасіма і перерізає горло, щоб завадити йому зв'язатися з Баніром.
Мішель знаходить візажиста, який допомагає Лейку перетворитися на професора. У Мумбасі стає зрозуміло, що маскування спрацювало, тому Лейк потрапив до Баніра. Він нагадує злочинцю про себе, але раптово хвороба нагадує про себе. Лейк раптово залишає Баніра. Наступного дня у парку після пострілу поряд з Мілтом та Лейком падає кенієць. Мілт також був поранений. Лейку вдається знешкодити нападників. Розуміючи, що це справа Баніра, він їде до сховища та вбиває Баніра. У Момбасі до пораненого Лейка повертаються голоси та флешбеки. Він в'їжджає у вантажівку. У фінальній сцені на Арлінгтонському національному цвинтарі Лейк виступає з промовою (з чого починався фільм), Мілт дає Мішель пам'ятний подарунок від Лейка, який важливий для неї.

## У ролях
| Актор           | Роль            |
| --------------- | --------------- |
| Ніколас Кейдж   | Еван Лейк       |
| Антон Єльчін    | Мілтон Шульц    |
| Ірен Жакоб      | Мішель Зуберейн |
| Александр Карім | Мухаммед Банір  |
| Адетоміва Едун  | Мбуй            |
| Джеефф Френсіс  | Клейборн        |
| Сілас Карсон    | Санжар          |

## Виробництво
У січні 2010 року Ніколас Віндінґ Рефн отримав місце режисера стрічки за сценарієм Пола Шредера, а Гаррісон Форд став головним актором. 15 лютого 2010 року Рефн покинув кінопроєкт, щоб працювати над фільмом «Драйв». 5 червня 2013 року було оголошено, що Пол Шредер буде режисером фільму за власним сценарієм, а Рефн приєднається як виконавчий продюсер. 30 липня 2013 року Ніколас Кейдж отримав головну роль, замінивши Форда. 10 січня 2014 року до фільму приєдналися Антон Єльчін, Ірен Жакоб й Александр Карім. 6 березня як продюсери приєдналася компанія Red Granite International. 19 серпня було оголошено, що Lionsgate Home Entertainment придбала права на розповсюдження фільму. 

### Зйомки
Зйомки фільму повинні були розпочатися 27 січня 2014 року у Румунії, зокрема в кіностудіях Castel, Бухарест, і завершитися через п'ять тижнів, після чого постпродукція відбуватиметься у США. 5 березня 2014 року Кейдж був помічений на знімальному майданчику у Квінсленді, Австралія. Наступного дня, 6 березня, було оголошено, що зйомки в Голд-Кост завершилися, а решта фільму буде знята в Румунії.   

### Постпродукція та суперечки
16 жовтня 2014 року Шредер опублікував на своїй сторінці у Facebook: «Ми програли битву. „Вмираюче світло“ — фільм, який я написав і поставив, забрали у мене, перемонтували, додали та звели музику без моєї участі». Цей пост супроводжували його фотографії, а також Кейджа, Єльчіна та Рефна у футболках з написом «коректна політика» контрактів, що забороняють їм критикувати цей фільм до, під час і в період після виходу проєкту. Шредер написав: 
|  | Ось ми тут, Нік Кейдж, Антон Єльчін, Нік Рефн і я, одягнені в наші футболки "коректна політика". Пункт про нерозповсюдження несприятливих відомостей в контракті митця дає власникам фільму право подати в суд на митця, якщо власник вважатиме все, що митець сказав про фільм "негативне".У мене немає ніяких коментарів до цього фільму або всього, що з ним пов'язано. |

 8 грудня 2014 року оператор-постановник фільму Габріель Косут пояснив у гостьовій колонці на Variety.com, що його кольорозначуща кінематографія була технічно змінена і що його "позбавили можливості досягти в постпродукції того, що є обов'язком будь-якого оператора: «запевнивши, що те, що глядачі побачать на екранах кінотеатрів і телевізорів, правильно зображує „погляд“, адресований режисером (згідно з „Посібником американського кінооператора“)».

## Відновлена оригінальна версія
У 2017 році Шредер переглянув свою першу версію і, працюючи з DVD-копією робочого позитива, створив чорновий варіант фільму, який наближає його до початкового бачення під новою назвою «Темрява», оповідачем якої виступив Ітан Гоук. Версія фільму Шредера не розрахована на офіційний реліз або публічний показ, але її можна побачити за попереднім запитом в архіві фільмів і телебачення університету УКЛА, Центрі Гаррі Рансома та відділі фільмів Музею модерного мистецтва. У 2018 році він також зробив фільм доступний через BitTorrent на The Pirate Bay.

## Сприйняття
Фільм був розкритикований критиками. На сайті Rotten Tomatoes рейтинг «свіжості» становить 8 %, на основі 32 відгуків. На Metacritic фільм має 31 зі 100 на основі 12 відгуків, що вказує на «загалом несприятливі відгуки».